# Universidade Estadual Vale do Acaraú
A Universidade Estadual Vale do Acaraú (UVA) é uma universidade pública estadual sediada na cidade de Sobral, interior do Ceará. Tendo como objetivo promover o desenvolvimento do ensino superior na região norte do estado, onde age como centro para difusão de conhecimentos, ocupando assim a colocação de segunda maior universidade estadual do Ceará.
A Fundação Universidade Estadual do Vale do Acaraú constitui órgão da Administração Pública Indireta do Estado do Ceará sob a formação de Fundação Pública, com personalidade de Direito Público, vinculada à Secretaria de Ciência, Tecnologia e Educação Superior do Estado do Ceará (SECITECE), conforme Lei Estadual nº 12.077-A, de 01 de março de 1993, e está inscrita no CNPJ com o nº 07.821.622/0001-20, possuindo sede de gestão administrativa localizada à Avenida da Universidade, 850, Bairro da Betânia, CEP 62040-370, em Sobral - CE.
A UVA funcionou também no vizinho estado da Paraíba, nas cidades de João Pessoa, Campina Grande, Mamanguape, Monteiro, Patos, Pedras de Fogo e Umbuzeiro, mas depois que o STF publicou uma decisão no diário eletrônico de 6 de fevereiro de 2018, as atividades foram suspensas. A motivação, de acordo com o MPF, é que a instituição não poderia ministrar cursos extrapolando os limites geográficos do estado do Ceará. A determinação foi assinada pelo ministro Luiz Fux.

## Cronologia
1968 - Por iniciativa do Cônego Francisco Sadoc de Araújo e, por meio da Lei Municipal nº 214 de 23/10/1968, sancionada pelo Prefeito de Sobral, Jerônimo de Medeiros Prado, é criada a Universidade Vale do Acaraú.
1984 - O Poder Executivo Estadual por meio da Lei nº 10.933 de 10/10/1984 cria, sob a forma de Autarquia, a Universidade Estadual Vale do Acaraú (UVA), vinculada à Secretaria de Educação, dotada de personalidade jurídica de direito público e autonomia administrativa, financeira, patrimonial, didática e disciplinar, com sede no Município de Sobral e jurisdição em todo o Estado do Ceará. Com a criação da Autarquia são encampadas as Faculdades de Ciências Contábeis, Enfermagem e Obstetrícia, Educação e de Tecnologia, que compunham a antiga Fundação Universidade Vale do Acaraú, e a Faculdade de Filosofia Dom José, pertencente à Diocese de Sobral.
1993 - A Universidade Estadual Vale do Acaraú é transformada em Fundação Universidade Estadual Vale do Acaraú, vinculada a então Secretaria da Ciência e Tecnologia, por meio da Lei nº 12.077-A de 01/03/1993, publicada no Diário Oficial do Estado (DOE) de 22/04/1993. A Lei nº 13.714 de 20/12/2005 alterou a denominação da Secretaria da Ciência e Tecnologia para Secretaria da Ciência, Tecnologia e Educação Superior (SECITECE).
1994 - A UVA é reconhecida pelo Conselho de Educação do Ceará por meio do Parecer nº 318/94 de 08/03/1994, homologado pelo Governador Ciro Ferreira Gomes e sancionado por meio da Portaria Ministerial nº 821 de 31/05/1994 do Ministério da Educação e do Desporto, publicada no Diário Oficial da União de 01/06/1994.

## Estrutura
A Universidade Estadual Vale do Acaraú (UVA) possui suas unidades acadêmicas e administrativas em quatro campi, localizados na cidade de Sobral, Região Norte do Estado do Ceará. Recentemente, foram inaugurados os campi de Acaraú, Camocim e Ibiapaba.
Os sete campi da UVA são:
- Campus da Betânia: Situado na Avenida da Universidade nº 850, bairro Betânia, com uma área total de cinco hectares e área construída de 19.700 m², foi a sede do antigo Seminário da Betânia, fundado por Dom José Tupinambá da Frota. Encontram-se instalados no Campus Betânia os órgãos de Direção Superior (Reitoria e Pró-Reitorias), os órgãos de Assessoramento e de Representação Judicial (Cerimonial, Assessoria de Comunicação e Marketing Institucional e Procuradoria Jurídica) e os órgãos de Execução Instrumental, Departamento de Ensino de Graduação e Administrativo-Financeiro e suas unidades administrativas.  Estão instalados ainda no Campus, a Biblioteca Central, o Núcleo de Disciplinas Complementares (NDC), Núcleo de Línguas Estrangeiras (NUCLE), Auditório Central, Prefeitura, Salão de Atos e a Capela do Preciosíssimo Sangue.  Funcionam no Campus Betânia as direções do Centro de Ciências Sociais Aplicadas (CCSA), Centro de Ciências Agrárias e Biológicas (CCAB) e Centro de Filosofia, Letras e Educação (CENFLE).
- Campus do Junco: Situado na Avenida John Sanford, nº. 1845,bairro Junco, tem uma área total de 1,5 hectares e área construída de 3.938m².  No Campus estão instalados a diretoria do Centro de Ciências Humanas (CCH), os Cursos de Graduação em História, Geografia e Ciências Sociais e respectivas Coordenadorias, Biblioteca Setorial, Auditório, Prefeitura e, ainda o Curso de Mestrado Acadêmico em Geografia.
- Campus do Derby: Situado na Avenida Comandante Maurocélio Rocha Pontes, nº. 186, bairro Derby, tem uma área total de 5,2 hectares e área construída de 7.800 m².  No Campus estão instalados a diretoria do Centro de Ciências da Saúde (CCS), os Cursos de Graduação em Enfermagem e Educação Física e respectivas Coordenadorias, Comitê de Ética em Pesquisa, Biblioteca Setorial, Prefeitura, Auditório, o Parque Desporto Recreativo Lígia Coelho Torres e, ainda, o Curso de Mestrado Profissional em Saúde da Família.
- Campus da CIDAO: Situado na avenida Dr. Guarany nº. 317, bairro Derby, tem uma área total de oito hectares e área construída de 5.079 m².  No Campus estão instalados a diretoria do Centro de Ciências Exatas e Tecnologia (CCET), os Cursos de Graduação em Ciências da Computação, Engenharia Civil, Tecnologia em Construção de Edifícios, Física e Matemática e respectivas Coordenadorias, Comissão Executiva de Processos Seletivos (CEPS), Prefeitura, Auditório e Espaço Cultural Trajano de Medeiros.  No Campus CIDAO estão, também, as instalações do Memorial da Educação Superior de Sobral (MESS).
- Campus de Acaraú: o campus está localizado na cidade cearense de Acaraú, com área construída de 36 mil metros quadrados, abrigando blocos administrativos, salas de aula, biblioteca e restaurante universitário. Os cursos ofertados são os de agronomia e Pedagogia[3].
- Campus de Camocim: localizado em Camocim, no litoral norte cearense, o campus oferta os cursos de Ciências Contábeis e Engenharia de Pesca e sua estrutura prevê 20 salas de aula, área administrativa, biblioteca, ginásio poliesportivo, área de convivência, restaurante universitário e um amplo estacionamento.[4]
- Campus da Ibiapaba: o primeiro campus da UVA fora de Sobral está localizado em São Benedito desde 2021, conta com 10 salas de aula; sala de informática; biblioteca com duas salas de estudo; auditório com 200 assentos; ampla área de convivência, setor administrativo e salas de professores. O campus da Ibiapaba oferta à comunidade os cursos de Administração, Agronomia e Pedagogia.[5]